# Priceline.com
Priceline.com är en webbaserad resebyrå. Priceline.com ägs av Booking Holdings som även äger bland annat Booking.com.

## Historik
Priceline grundades av entreprenören och utvecklaren Jay S. Walker och webbplatsen lanserades i april 1998. Under denna period lyfte varje dag flygplan med en halv miljon tomma flygstolar i USA vilket Walker trodde sig kunna råda bot på.
Priceline fick uppmärksamhet när de började erbjuda kunder att köpa tomma flygstolar genom att själva ange hur mycket de är villiga att betala i en auktion under kampanjsloganen "Name Your Own Price(en)". Med hjälp av humoristiska reklamfilmer med skådespelaren William Shatner och en stor marknadsföringsbudget blev tjänsten mycket omtalad. Shatner fick betalt för sin reklammedverkan i aktier i stället för pengar. Under företagets första sju månaderna såldes 100 000 flygbiljetter via sajten. Priceline expanderade snabbt till att också erbjuda hotellrum, hyrbilar och charterresor enligt samma modell.
Knappt ett år senare börslanserades Priceline vilket medförde ett mycket stort intresse. Första dagen steg aktien från 16 till 69 dollar och en månad senare hade priset rusat iväg över 1000 procent till 974,37 dollar per aktie.
Som många andra företag under IT-bubblan i slutet av 1990-talet var Priceline bättre på marknadsföring än på att tjäna pengar. För att kunna leverera faktiska flygbiljetter till kunder som vunnit biljetter med bud tvingades Priceline att köpa flygbiljetter till marknadspriser vilket medförde att de gick back 30 dollar på varje biljett. Till skillnad från de flesta andra företag överlevde Priceline IT-kraschen vid millennieskiftet.
Under flera år var Pricelines aktiekurs nere på några få dollar, men efter finanskrisen 2008 vände lönsamheten. Företagets fokus ligger numera på hotell. Genom uppköp av andra bokningssajter, främst booking.com växte både företaget och aktiekursen. År 2018 bytte moderbolaget Priceline namn till Booking och har kommit att bli världens näst största resebyrå.